# 8136 Landis
8136 Landis è un asteroide della fascia principale. Scoperto nel 1979, presenta un'orbita caratterizzata da un semiasse maggiore pari a 3,1636394 au e da un'eccentricità di 0,1184539, inclinata di 3,83135° rispetto all'eclittica.
L'asteroide è dedicato allo statunitense Rob R. Landis.